# Dalbekschlucht

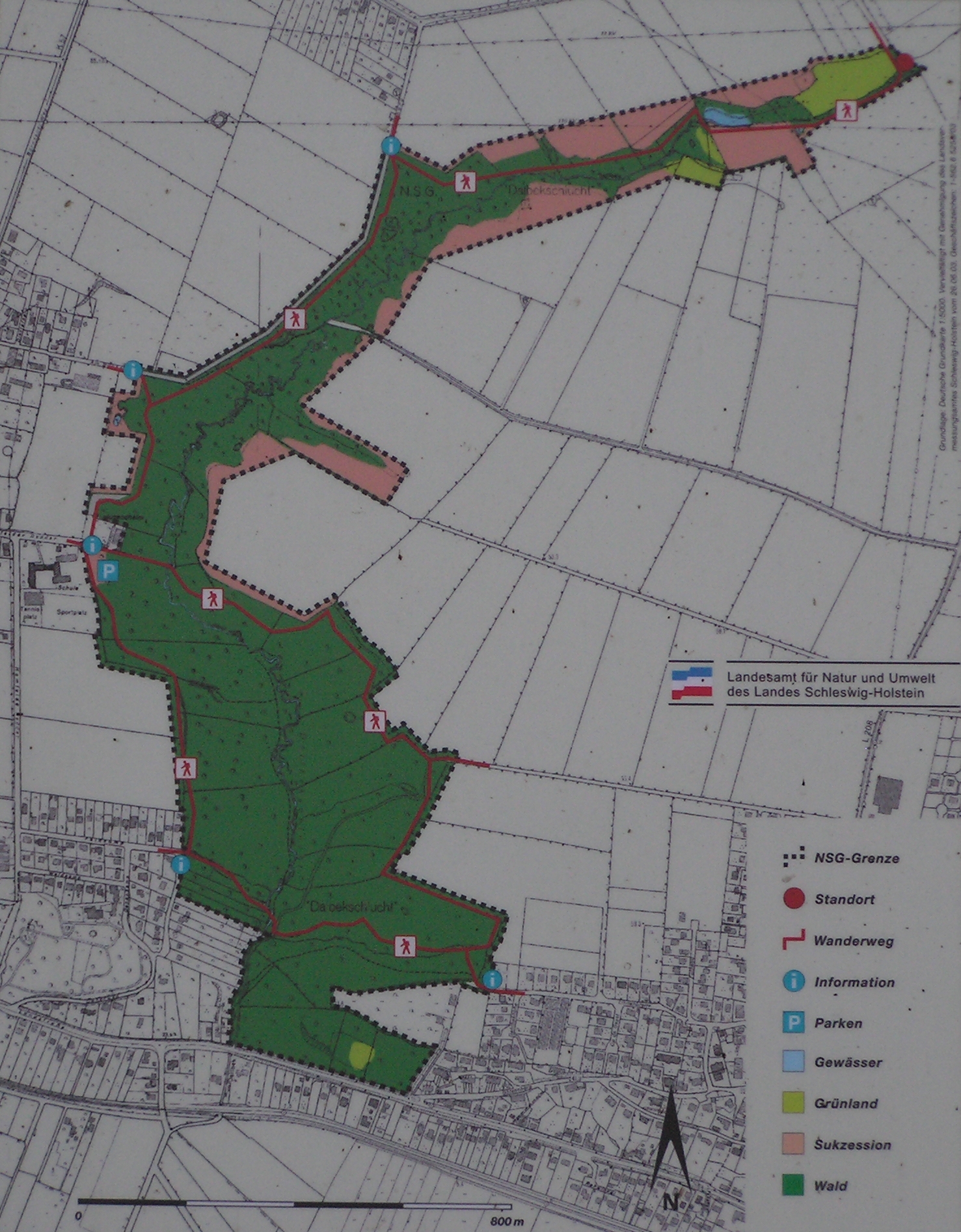
Naturschutzgebiet Dalbekschlucht

Die Dalbekschlucht ist ein bedeutendes Naturschutzgebiet in Schleswig-Holstein. Die Dalbekschlucht ist durch die Landesverordnung über das Naturschutzgebiet Dalbekschlucht vom 22. Dezember 1994 zum Naturschutzgebiet erklärt worden und wird durch diese Verordnung geschützt.

## Geographische Lage

Lage der Dalbekschlucht

Die Dalbekschlucht ist ein bewaldetes, tief in die Steilhänge eingeschnittenes Bachschluchtsystem und ist etwa 66 Hektar groß. Das Naturschutzgebiet wird durch den aus Norden kommenden Bach Dalbek durchquert und gehört etwa zu gleichen Anteilen zu den Gemeinden Escheburg und Börnsen. Die Dalbek stellt die Grenze der beiden Gemeinden dar.
Die Dalbekschlucht ist etwa drei Kilometer von der südöstlichen Landesgrenze Hamburgs entfernt und befindet sich somit in der Nähe der ländlich geprägten Vier- und Marschlande des Hamburger Bezirks Bergedorf.
Die Dalbekschlucht liegt damit unmittelbar im Speckgürtel Hamburgs, im landschaftlich attraktiven Gebiet zwischen Sachsenwald im Norden und Elbe im Süden.
Das Naturschutzgebiet ist Teil des sich von Hamburg-Bergedorf über Börnsen und Escheburg bis Geesthacht erstreckenden und waldreichen Geesthanges, der in der Vorgeschichte das nördliche Ufer des Elbe-Urstromtales darstellte und durchgängig etwa 50 bis 60 Meter über der flachen Marsch liegt.

## Geologische Besonderheiten
Die Dalbekschlucht ist vor etwa 15.000 bis 80.000 Jahren entstanden. Zu dieser Zeit, namentlich der Weichseleiszeit, waren die Gletscher aus dem Norden auf dem Gebiet des heutigen Holsteins zum Stehen gekommen. Die Wassermassen der schmelzenden Gletscher gruben sich ihren Weg zum Elbe-Urstromtal tief in die Erde. Somit entstand diese 20 bis 40 Meter tiefe Altmoränen-Erosionsschlucht.
Geowissenschaftlich bedeutsam ist, dass durch diese tiefen Erosionen Einblicke in hier mindestens 5,33 Millionen Jahre alte Ablagerungen aus dem Erdzeitalter des Tertiär gewonnen werden konnten, da die Schlucht seit Tausenden von Jahren unberührt geblieben ist.
Die Waldschlucht wird nicht nur von Naturfreunden, Spaziergängern und Naturschützern zu jeder Jahreszeit geschätzt. Insbesondere im Frühling entwickelt der lichtdurchflutete Wald großflächige Anemonenteppiche.
Das Naturschutzgebiet Dalbekschlucht wird vom Landesamt für Landwirtschaft, Umwelt und ländliche Räume und dem Bund für Umwelt- und Naturschutz BUND Schleswig-Holstein betreut.